# Индийска рибарка
Индийска рибарка (Sterna aurantia) е вид птица от семейство Sternidae. Видът е почти застрашен от изчезване. Пребивава реките на Иран, Индия, Мианмар и Тайланд.

## Разпространение
Видът е разпространен в Бангладеш, Бутан, Виетнам, Индия, Камбоджа, Китай, Лаос, Мианмар, Непал, Пакистан и Тайланд.